# Tricina
La tricina, en anglès: tricine, és un compost orgànic zwitteriònic usat com agent amortidor. El nom de tricina prové de tris i glicina, de la qual deriva. És una pols blanca cristal·lina moderadament soluble en aigua. És un aminoàcid zwitteriònic que té un pKa1 de 2,3 a 25 °C, mentre que el seu pKa2 a 20 °C és 8,15. És un agent amortidor útil en els rang de pH de 4,4-5,2 i 7,4-8,8. Junt amb la bicina, és un dels Agents amortidors de Good.

## Aplicacions
La tricina s'usa comunament en l'electroforesi. Es fa servir en la separació de proteïnes per electroforesi en el rang d'1 a 100 kDa.